# Guglielmo IV di Borgogna
Guglielmo III di Mâcon, in francese Guillaume IV (également appelé Guillaume III de Mâcon) (1088 circa – prima dell'ottobre 1157), fu conte d'Auxonne dal 1127, e, dal 1148 al 1156, anche reggente della Franca Contea di Borgogna, usurpando il titolo di conte di Borgogna, conte di Mâcon e conte di Vienne dal 1148 fino alla sua morte.

## Origine
Guglielmo era il figlio maschio secondogenito del conte di Mâcon e conte di Vienne Stefano I detto l'Ardito, che, nel 1097, divenne anche reggente della Franca Contea di Borgogna e di Beatrice di Lorena (?- ca. 1116), figlia del Conte di Metz e Chatenoy e Duca di Lorena, Gerardo I, come viene confermato dal documento n° 3791 del Recueil des chartes de l'abbaye de Cluny. Tome 5 (anche se il nome di Beatrice non viene citato, ma viene confermato dalla nota della pagina successiva); Guglielmo infatti viene citato nella Chronica Albrici Monachi Trium Fontium assieme alla sorella Isabella e al fratello, Rinaldo (Elizabeth sororem comitis Raynaldi de Burgundia et comititis Guilelmi de Ultrasagonnam).

Stefano I, secondo il documento n° 365 del Chartes et documents de Saint-Bénigne de Dijon des origines à 1300 (Dijon) II (non consultato) e secondo la Chronique de l'abbaye de Saint-Bénigne de Dijon era figlio del conte di Borgogna, conte di Mâcon e conte di Vienne, Guglielmo I, detto il Grande o l'Ardito (1020 – 1087), e di Stefania di Borgogna (ca. 1035 – dopo il 1088), di cui non si conoscono con esattezza gli ascendenti, che, secondo la versione più accreditata, era contessa Vienne, figlia di Gerardo di Vienne.
Guglielmo era nipote di Guido di Borgogna (1050-1124), futuro papa con il nome di Callisto II e di Raimondo di Borgogna (circa 1062 – 1107), futuro conte di Galizia e di Coimbra e futuro padre del re Alfonso VII di Castiglia che sarà detto l'imperatore di Spagna.

## Biografia
Nel 1102, suo padre, Stefano, morì in Terra santa, dopo la seconda Battaglia di Ramla; secondo il cronachista della Prima Crociata, Alberto di Aquisgrana, canonico e custode della chiesa di Aquisgrana, fu decapitato assieme a Stefano di Blois dopo essere stato catturato dai Saraceni a Ramla. Anche Guglielmo di Tiro, arcivescovo, nel XII secolo, della città di Tiro, nell'odierno Libano, nel suo Historia rerum in partibus transmarinis gestarum, riporta la morte di Stefano; Guglielmo assieme al fratello maggiore, Rinaldo gli subentrò nei titoli di conte di Vienne e di conte di Mâcon, mentre il cugino, Guglielmo II detto il Tedesco rimaneva unico conte di Borgogna e diveniva reggente anche delle due contee; ma secondo la storica, Constance Brittain Bouchard, nel suo Sword, Miter, and Cloister: Nobility and the Church in Burgundy, 980-1198, la reggenza fu esercitata dallo zio, Guido di Borgogna, il futuro papa.
Nel 1119 lo zio, Guido di Borgogna (1050-1124), che, nel 1085, era stato nominato amministratore dell'Arcivescovato di Besançon e, nel 1088, secondo Orderico Vitale, era diventato arcivescovo di Vienne, salì al soglio pontificio con il nome di Callisto II.
Nel 1125, alla morte del cugino, Guglielmo II detto il Tedesco, a seguito di un complotto dei suoi baroni,  nel titolo di conte di Borgogna, gli subentrò il figlio, Guglielmo, detto il Bambino, che, nel 1127, secondo Anselmi continuatio Sigeberti morì assassinato dai suoi sudditi, a soli diciassette anni, mentre, in una chiesa, il 27 febbraio (3 Kalend. Martii) pregava dinanzi all'altare; anche gli  Annales Sancti Disibodi confermano l'assassinio (Wilhelmus princeps Burgundiæ a suis occiditur). Secondo il Veterum Scriptorum, Tome VI, Fundatio monasterii beatæ Mariæ de Altaripa, l'assassinio viene anticipato di un anno, il 9 febbraio 1126 (1126, 5 Idus Februari), presso Payerne (apud Paterniacum).
In quello stesso anno, 1127, Guglielmo acquisì la contea di Auxonne.
Dopo la morte di Guglielmo, detto il Bambino. senza eredi, secondo lo storico tedesco Horst Fuhrmann, nel suo Deutsche Geschichte im hohen Mittelalter. Von der Mitte des 11. bis zum Ende des 12 il nuovo re di Germania, Lotario II di Supplimburgo, per imporre la propria autorità nel regno di Arles o delle due Borgogne, concesse allo zio di Guglielmo, detto il Bambino, Corrado I di Zähringen, il titolo e le funzioni di Rector Burgundiae, con lo scopo di salvaguardare gli interessi del regno di Germania nelle contee del regno di Arles, arrestandone soprattutto il graduale processo di distacco della contea di Borgogna dall'impero. La contea di Borgogna però fu governata da suo fratello, Rinaldo, col titolo di conte.
Approfittando della lotta tra gli aspiranti alla corona imperiale, Lotario II di Supplimburgo eletto re dei Romani, a Worms, nel 1125 (che sarà poi incoronato Imperatore nel 1133), con l'appoggio del clero e di papa Onorio II, e il designato successore di Enrico V, il duca di Svevia, Federico II,, che non accettò l'elezione e che, nel 1127, a Spira, aveva favorito l'elezione a re dei Romani, cioè re di Germania, di suo fratello, Corrado III di Hohenstaufen, che, l'anno dopo, ricevette a Milano la corona ferrea (quindi era re d'Italia), suo fratello, Rinaldo III proclamò l'indipendenza della contea dall'impero, ovviamente senza chiederne il permesso ad uno dei due re; ma Rinaldo sconfitto da Corrado I di Zähringen Rector Burgundiae, fu consegnato a Lotario, che gli confiscò la contea; Rinaldo però si oppose fieramente e riuscì a mantenere il controllo di quasi tutta la contea, cedendo a Corrado l'autorità solamente le terre ad est del massiccio del Giura.
Tra il 1146 e il 1147, Guglielmo si unì a coloro che parteciparono alla seconda crociata.
In quegli anni a suo fratello, Rinaldo, venne riconosciuto il titolo franc-compte, che significa "conte libero", da cui derivò il nome della regione Franche-Comté; Guglielmo in quel periodo rimase a fianco del fratello: infatti secondo il documento n° 103 della Lettre touchant Beatrix comtesse de Chalon, datato 1148 e inerente a una donazione fatta alla Cattedrale di Besançon, dal fratello, Rinaldo, conte di Borgogna (Raynaldus Burgundiæ comes) Guglielmo viene citato, col titolo di conte assieme alla cognata, Agatha di Lorena (consensu fratris nostri Guillermi comitis et dulcissimae collateralis nostræ Agathæ Lotharingiæ ducis filiæ).
La morte di Rinaldo, secondo gli Obituaires de la province de Sens. Tome 1 / Tome 1 / Partie 1 /I, Prieuré de Saint-Martin-des-Champs, avvenne il 15 gennaio (XVIII Kal Feb) del 1148, come ci viene confermato dalla nota n° 8 degli stessi Obituaires de la province de Sens. Tome 1 / Tome 1 / Partie 1 /I, Prieuré de Saint-Martin-des-Champs; la data della morte, 15 gennaio, viene confermata anche dai Necrologium ecclesiæ sancti Petri Matisconensis; Guglielmo rimase unico conte di Mâcon e di Vienne, mentre, nel titolo di contessa di Borgogna, gli succedette l'unica figlia di Rinaldo, Beatrice, dell'età di tre anni, che fu posta sotto la tutela dello zio, Guglielmo.
Guglielmo, non si accontentò della reggenza ma cercando di appropriarsi dei beni e dei titoli di Beatrice, tenendola praticamente prigioniera, tentò di spodestare la nipote, impossessandosi di tutti i suoi beni.
L'imperatore Federico Barbarossa, nel 1152, dopo aver confermato, Rettore di Borgogna, Bertoldo IV di Zähringen, al posto del padre, Corrado I di Zähringen, morto in quello stesso anno, gli diede l'incarico di contrastare le brame di Guglielmo, concedendogli piena autonomia in Borgogna e Provenza, ma pare senza grande successo.
Nel 1153, la corte del regno di Arles o delle due Borgogne, presieduta da Federico in persona, fu convocata a Besançon per imporre la propria autorità sul regno; Guglielmo si presentò ma sembra che non furono presi provvedimenti contro di lui, per il possesso della contea di Borgogna.
Nel 1156, il giorno di Pentecoste, a Würzburg Federico Barbarossa, che tre anni prima aveva divorziato dalla prima moglie, Adelaide di Vohburg, sposò Beatrice, vanificando il tentativo di Guglielmo di impossessarsi della contea di Borgogna. Comunque Guglielmo continuò a governare la contea di Borgogna sino alla sua morte, che avvenne non molto tempo dopo, prima dell'ottobre 1157; infatti il 28 ottobre di quell'anno, i due figli legittimi, Stefano e Gerardo, con la loro madre, Ponzia o Alice di Traves, secondo la Histoire généalogique des sires de Salins au comté de Bourgogne, misero fine ad una disputa con l'abbazia di Charlieu, che era stata iniziata da Guglielmo.
Dopo la sua morte, la contea di Auxonne e la signoria di Traves, andarono al figlio primogenito Stefano, mentre le contee di Vienne e di Mâcon andarono al secondogenito, Gerardo.

## Matrimonio e discendenza
Secondo la Chronica Albrici Monachi Trium Fontium Guglielmo aveva sposato l'erede della signoria di Traves, Alice, vedova di Tebaldo di Rogemont (Aleyde comitissa qui fuit unica heres de Treva, relicta Theobaldi de Rogemont), figlia, secondo la Histoire généalogique des sires de Salins au comté de Bourgogne, del signore di Traves, Tebaldo (1064 - 1122); secondo il documento n° 4122 del Recueil des chartes de l'abbaye de Cluny. Tome 5, inerente ad una donazione (abbatiam de Balma) fatta da Guglielmo (Ego Willelmus Masticonensis comes et Burgundie) alla chiesa di Cluny (cluniacensi ecclesiae), datata 14 giugno 1147, invece Guglielmo aveva sposato la sorella di Alice, Ponzia (circa 1090 - 15 aprile, dopo il 1158), che figura firmataria, assieme ai figli, Stefano e Gerardo (Poncia comitissa, uxore mea et fliis meis Stephano et Gerardo). Anche la Lettre touchant Beatrix comtesse de Chalon non aiuta a fare chiarezza, in quanto nel documento 111, cita come moglie di Guglielmo, Alice (Adalasia comitissa uxor eius), mentre, nel documento 110, quando ne cita la morte (senza specificare l'anno), il 15 aprile (XVII Kal Mai), la cita come Ponzia (Poncia comitissa Burgundiæ).
Guglielmo dalla moglie ebbe 2 figli:
- Stefano[30] (?-1173), conte di Auxonne; a cui seguirono nel titolo: Stefano III (?-1241), Giovanni detto il Saggio (1190-1267), anche Conte di Chalon ed infine Ugo di Châlon (1220-1266), che sposando Adelaide I di Borgogna, divenne conte di Borgogna.
- Gerardo[30] (1142-1184), conte di Vienne e di Mâcon; a cui seguirono: Guglielmo V di Mâcon (?-1224), Gerardo II di Mâcon (?-1222) ed infine Alice di Mâcon, ultima contessa di Vienne e di Mâcon che sposò Giovanni di Dreux.

Da un'amante di cui non si conoscono né il nome né gli ascendenti, Guglielmo ebbe un figlio illegittimo:
- Malaspina († dopo il 1170), che figura come testimonio nel documento n° 4122 del Recueil des chartes de l'abbaye de Cluny. Tome 5[31].

## Ascendenza
|                          |                           |                          | Genitori                 |  |  | Nonni |  |  | Bisnonni              |  |  | Trisnonni                      |  |
|                          |                           |                          |                          |  |  |       |  |  | Rinaldo I di Borgogna |  |  | Ottone I Guglielmo di Borgogna |  |
|                          |                           |                          |                          |  |  |       |  |  | Rinaldo I di Borgogna |  |  | Ottone I Guglielmo di Borgogna |  |
|                          |                           | Ermentrude di Roucy      |                          |  |  |       |  |  | Rinaldo I di Borgogna |  |  |                                |  |
| Guglielmo I di Borgogna  |                           |                          |                          |  |  |       |  |  | Rinaldo I di Borgogna |  |  |                                |  |
|                          |                           | Alice di Normandia       | Riccardo II di Normandia |  |  |       |  |  |                       |  |  |                                |  |
|                          |                           | Alice di Normandia       | Riccardo II di Normandia |  |  |       |  |  |                       |  |  |                                |  |
|                          |                           | Alice di Normandia       | Giuditta di Bretagna     |  |  |       |  |  |                       |  |  |                                |  |
| Stefano I di Mâcon       |                           | Alice di Normandia       |                          |  |  |       |  |  |                       |  |  |                                |  |
|                          |                           | …                        | …                        |  |  |       |  |  |                       |  |  |                                |  |
|                          |                           | …                        | …                        |  |  |       |  |  |                       |  |  |                                |  |
|                          |                           | …                        | …                        |  |  |       |  |  |                       |  |  |                                |  |
| Stefania di Vienne       |                           | …                        |                          |  |  |       |  |  |                       |  |  |                                |  |
|                          |                           | …                        | …                        |  |  |       |  |  |                       |  |  |                                |  |
|                          |                           | …                        | …                        |  |  |       |  |  |                       |  |  |                                |  |
|                          |                           | …                        | …                        |  |  |       |  |  |                       |  |  |                                |  |
| Guglielmo IV di Borgogna |                           | …                        |                          |  |  |       |  |  |                       |  |  |                                |  |
|                          | Gerardo IV di Bouzonville | Adalberto di Metz        |                          |  |  |       |  |  |                       |  |  |                                |  |
|                          | Gerardo IV di Bouzonville | Adalberto di Metz        |                          |  |  |       |  |  |                       |  |  |                                |  |
|                          | Gerardo IV di Bouzonville | Giuditta                 |                          |  |  |       |  |  |                       |  |  |                                |  |
| Gerardo di Lorena        | Gerardo IV di Bouzonville |                          |                          |  |  |       |  |  |                       |  |  |                                |  |
|                          |                           | Gisella                  | …                        |  |  |       |  |  |                       |  |  |                                |  |
|                          |                           | Gisella                  | …                        |  |  |       |  |  |                       |  |  |                                |  |
|                          |                           | Gisella                  | …                        |  |  |       |  |  |                       |  |  |                                |  |
| Beatrice di Lorena       |                           | Gisella                  |                          |  |  |       |  |  |                       |  |  |                                |  |
|                          |                           | Alberto I di Namur       | Roberto I di Namur       |  |  |       |  |  |                       |  |  |                                |  |
|                          |                           | Alberto I di Namur       | Roberto I di Namur       |  |  |       |  |  |                       |  |  |                                |  |
|                          |                           | Alberto I di Namur       | Liutgarda di Metz        |  |  |       |  |  |                       |  |  |                                |  |
| Edvige di Namur          |                           | Alberto I di Namur       |                          |  |  |       |  |  |                       |  |  |                                |  |
|                          |                           | Ermengarda di Lotaringia | Carlo I di Lorena        |  |  |       |  |  |                       |  |  |                                |  |
|                          |                           | Ermengarda di Lotaringia | Carlo I di Lorena        |  |  |       |  |  |                       |  |  |                                |  |
|                          |                           | Ermengarda di Lotaringia | …                        |  |  |       |  |  |                       |  |  |                                |  |
|                          |                           | Ermengarda di Lotaringia |                          |  |  |       |  |  |                       |  |  |                                |  |

### Fonti primarie
- (LA)  Chronique de l'abbaye de Saint-Bénigne de Dijon.
- (LA)  Rodulfus Glaber Cluniacensis, Historiarum Sui Temporis Libri Quinque.
- (LA)  Chronique de l'abbaye de Saint-Bénigne de Dijon.
- (LA)  Monumenta Germaniae Historica, Scriptores, tomus IX.
- (LA)  Monumenta Germaniae Historica, Scriptores, tomus XX.
- (LA)  Monumenta Germaniae Historica, Scriptores, tomus XXIII.
- (LA)  Recueil des chartes de l'abbaye de Cluny. Tome 5.
- (LA)  ALBERT OF AIX, HISTORIA HIEROSOLYMITANAE EXPEDITIONIS.
- (LA)  WILLIAM OF TYRE, HISTORIA RERUM IN PARTIBUS TRANSMARINIS GESTARUM.
- (LA)  Historia Ecclesiastica, tomus III.
- (LA)  Saeculum XII. Orderici Vitalis, Historia ecclesiastica. Tomus unicum.
- (LA)  Lettre touchant Beatrix comtesse de Chalon.
- (LA)  Obituaires de la province de Sens. Tome 1 / Tome 1 / Partie 1.
- (LA)  Necrologium ecclesiæ sancti Petri Matisconensis.
- (LA)  Veterum scriptorum et monumentorum historicorum, dogmaticorum.
- (LA)  (FR)  Histoire généalogique des sires de Salins au comté de Bourgogne.

### Letteratura storiografica
- (FR)  Histoire générale et particulière de Bourgogne.
- Ugo Balzani, "L'Italia tra il 1125 e il 1152", cap. XXIII, vol. IV (La riforma della chiesa e la lotta fra papi e imperatori) della Storia del Mondo Medievale, 1999, pp. 801–822.
- Austin Lane Poole, "Federico Barbarossa e la Germania", cap. XXIII, vol. IV (La riforma della chiesa e la lotta fra papi e imperatori) della Storia del Mondo Medievale, 1999, pp. 823–858.
- Paul Fournier, "Il regno di Borgogna o d'Arles dal XI al XV secolo", cap. XI, vol. VII (L'autunno del medioevo e la nascita del mondo moderno) della Storia del Mondo Medievale, 1999, pp. 383–410.